# Средний Катарач
Средний Катарач — деревня в Талицком городском округе Свердловской области, Россия.

## Географическое положение
Деревня Средний Катарач муниципального образования «Талицкого городского округа» Свердловской области находится в 48 километрах на юго-востоке от города Талица, (авто- 61 км), расположена на правом берегу в среднем течении реки Катарач (правый приток реки Ручей Бутка, бассейн реки Пышма).

## Население
| 2002 | 2010 | 2021 |
| ---- | ---- | ---- |
| 62   | ↗69  | ↘38  |